# Slottsbron, Jönköping
För orten i Värmland, se Slottsbron. för bron i Halmstad, se Slottsbron, Halmstad
Slottsbron är en av fem fordonsbroar över Hamnkanalen mellan Väster och Öster i Jönköping. Bron invigdes i maj 1961 och ledde i början genomfartstrafiken mellan Helsingborg och Stockholm på Riksväg 1 — från 1962 namnändrad till E4 — genom staden. E4 byggdes senare i etapper om till en motorväg utanför stadskärnan och ledde från 1967 trafiken helt utanför stadskärnan, och övrig genomfartstrafik i den centrala staden leds från 2006 över den nyare Munksjöbron.
Byggandet av Slottsbron påbörjades 1957 och omfattade också en stor utfyllnad av den norra Munksjöstranden.
Bron fick fyra körfält och två gångbanor och den byggdes som klaffbro. Slottsbron blev den sista bro över Hamnkanalen som byggdes öppningsbar. Den var ursprungligen en klaffbro med fyra körfält och två gångbanor. På 1970-talet stängdes Hamnkanalen som farled, och den sista öppningen av broarna där skedde i april 1976 för att släppa ut de sista kvarvarande fritidsbåtarna ut ur Munksjön.
Slottsbron renoverades 2021—2023.